# La Serra (Balenyà)
La Serra és una masia de Balenyà (Osona) inclosa a l'Inventari del Patrimoni Arquitectònic de Catalunya.

## Descripció
Casa que consta de diferents edificacions, com l'ampliació de l'edifici original.
L'edifici principal és amb teulada a dues vessants amb aiguavés a la façana principal, amb una ampliació al davant que conforma una eixida amb tres arcades d'arc rebaixat. Sota una arcada hi ha un portal dovellat restaurat amb un escudet datat l'any 1738. A la part dreta hi ha una torreta de forma pentagonal. Davant la casa hi ha una lliça que forma un pati de lloses. Al costat de ponent del mas hi ha una capella construïda a mitjans del segle XX dedicada a la Mare de Déu de la Serra amb accés des de l'interior de la casa.

## Història
No es troba citada fins al 1860 al "Nomenclàtor de la Província de Barcelona", amb el nom de "Serra del Puig".